# Fernando Allende (Schauspieler)
Luis Fernando Allende Arenas (* 10. November 1952 in Mexiko-Stadt) ist ein mexikanischer Schauspieler, Filmproduzent, Sänger und Maler.

## Leben
Allende begann im Alter von sieben Jahren als Mitglied einer Mariachi-Gruppe zu singen als Schauspieler debütierte er sechzehnjährig 1969 in Tito Davisons Film María neben Taryn Power. Er studierte dann Jura an der Universidad La Salle, arbeitete daneben aber weiter als Schauspieler für den Film und später das Fernsehen.
Anfang der 1980er Jahre ging er nach Hollywood, wo er in Fernsehserien und Filmen spielte. Er lebte mit seiner Familie fünfzehn Jahre in Aspen und ließ sich schließlich 2001 in Dorado, Puerto Rico, nieder. Dort betätigt er sich als Maler und produziert in seiner eigenen Filmgesellschaft El Dorado Fernsehserien, Telenovelas und Fernsehfilme, in denen er auch selbst als Schauspieler auftritt.

## Filmografie (Auswahl)
- 1972: Maria
- 1976: La Virgen de Guadalupe
- 1981: El lobo negro
- 1981: La venganza del Lobo Negro
- 1981: Hart aber herzlich (Hart to Hart); 3. Staffel, Folge 2: Picknick in Acapulco
- 1981–1982: Flamingo Road (Fernsehserie, 15 Folgen)
- 1983: Hart aber herzlich (Hart to Hart; Folge: Das Geheimnis des Poloschlägers)
- 1985: Mord ist ihr Hobby (Murder, She Wrote, Fernsehserie, 1 Folge)
- 1985: Hunter (Fernsehserie, Folge 2x10: Waiting For Mr. Wright)
- 1986: Tödliche Parties (Murder in Three Acts, Fernsehfilm)
- 1987: Alamo – 13 Tage bis zum Sieg (The Alamo: Thirteen Days to Glory, Fernsehfilm)